# Konnakol
Konnakol, konokol, konakkol o solkattu es el arte de percusión vocal del sur de India.
El konnakol consiste en la interpretación de sílabas bajo el enfoque percusivo, ya que cada sílaba representa un timbre o sonido de un tambor o instrumento de percusión (mridangam, ghatam, kanjira, thavil, chenda, tabla). Este arte es comparable al bol de la música clásica indostaní del norte de India. Con este sistema se transmiten patrones rítmicos que pueden ser aplicados a distintos instrumentos de percusión rítmica, existiendo composiciones fijas y también usado para improvisar sobre un base establecida. Existen intérpretes que se especializan en este arte.